# Karina de Wit

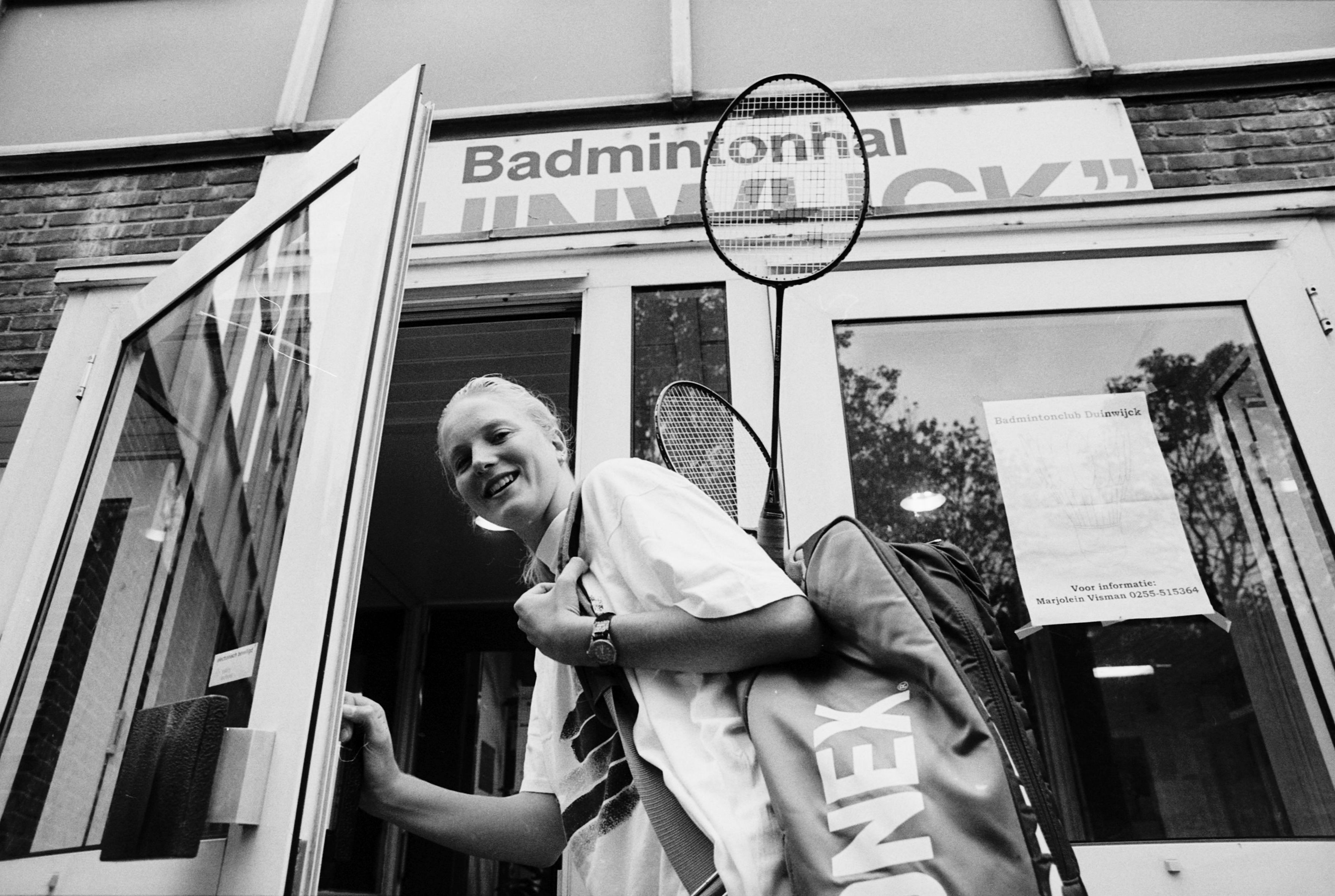
Karina de Wit

Karina de Wit (* 20. Dezember 1976) ist eine niederländische Badmintonspielerin.

## Karriere
Karina de Wit gewann bei den Weltmeisterschaften der Studenten 1998 jeweils Bronze im Dameneinzel und im Damendoppel. 2001 wurde sie als Legionärin deutsche Mannschaftsmeisterin mit dem BC Eintracht Südring Berlin. Im gleichen Jahr siegte sie bei den Croatian International. 2002 war sie bei den Welsh International erfolgreich, 2005 bei den Spanish International. Sie gewann zwei Titel bei den niederländischen Meisterschaften, einen im Jahr 2005 und einen weiteren im Jahr 2008.

## Sportliche Erfolge
| Saison    | Veranstaltung                         | Disziplin   | Platz | Name |
| --------- | ------------------------------------- | ----------- | ----- | --- |
| 1998      | Weltmeisterschaften der Studenten     | Dameneinzel | 3     | Karina de Wit |
| 1998      | Weltmeisterschaften der Studenten     | Damendoppel | 3     | Karina de Wit / Ginny Severien |
| 2000/2001 | Deutsche Mannschaftsmeisterschaft     | Mannschaft  | 1     | BC Eintracht Südring Berlin (Vladislav Druzchenko, Karina de Wit, Rikard Magnusson, Lotte Jonathans, Jyri Aalto, Anja Weber, Peter Axelsson, Catrine Bengtsson, Jens Eriksen, Henrik Andersson, Bram Fernardin, Torsten Ost)                              |
| 2001      | Croatian International                | Dameneinzel | 1     | Karina de Wit |
| 2001/2002 | Deutsche Mannschaftsmeisterschaft     | Mannschaft  | 3     | GW Wiesbaden (Mark Constable, Klaus Ebeling, Darren Hall, Michael Helber, Jon Holst-Christensen, Rexy Mainaky, Yoseph Phoa, Oliver Pongratz, Richard Vaughan, Arnd Vetters, Karina de Wit, Lotte Jonathans, Heike Laufer, Nicole Phoa, Nicole van Hooren) |
| 2002      | China: Internationale Meisterschaften | Dameneinzel | 5     | Karina de Wit |
| 2002      | Dutch International                   | Dameneinzel | 2     | Karina de Wit |
| 2002      | Irish Open                            | Dameneinzel | 1     | Karina de Wit |
| 2002      | Welsh International                   | Dameneinzel | 1     | Karina de Wit |
| 2002/2003 | Deutsche Mannschaftsmeisterschaft     | Mannschaft  | 2     | BC Eintracht Südring Berlin (Vladislav Druzchenko, Rikard Magnusson, Jyri Aalto, Peter Axelsson, Jens Eriksen, Henrik Andersson, Bram Fernardin, Torsten Ost, Karina de Wit, Lotte Jonathans, Anja Weber, Catrine Bengtsson)                              |
| 2005      | Spanish International                 | Damendoppel | 1     | Karina De Witt / Betty Krab |
| 2005      | Dutch International                   | Dameneinzel | 2     | Karina de Wit |
| 2005      | Niederlande: Einzelmeisterschaften    | Damendoppel | 1     | Brenda Beenhakker / Karina de Wit |
| 2008      | Niederlande: Einzelmeisterschaften    | Damendoppel | 1     | Ginny Severien / Karina de Wit |